# Pleione × kohlsii
Pleione × kohlsii är en hybrid i släktet Pleione och familjen orkidéer. Den beskrevs av Guido Jozef Braem. Den är en hybrid mellan P. aurita och P. forrestii.

## Utbredning
Växten förekommer i västra Yunnan i Kina.